# Marcus Valerius Messalla Niger
Pour les articles homonymes, voir Valerius Messalla.
Marcus Valerius Messalla Niger est un homme politique de la République romaine.

## Famille
Il est le fils de Marcus Valerius Messalla, légat en -90. Il est donc probablement le frère, ou plutôt le demi-frère de Marcus Valerius Messalla Rufus, consul en -53, et de Valeria, épouse de Sylla.
De sa première épouse au nom inconnu, il a une fille, Valeria, épouse de Quintus Pedius.
De sa deuxième épouse, Polla (Polla Valeria?), il a un fils, Marcus Valerius Messalla Corvinus, et une fille, Valeria, épouse de Servius Sulpicius Rufus.

## Biographie
Il fut préteur l'année du consulat de Cicéron, en 63 av. J.-C. et devint lui-même consul en 61 av. J.-C., année à la fois de la profanation des mystères de Bona Dea par Clodius Pulcher ainsi que de victoires militaires: triomphe de Pompée pour ses nombreuses victoires contre des pirates ciliciens; triomphe de Mithridate VI Eupator ; soumission de Tigrane le Grand. En tant que consul, Messalla prit une part active aux poursuites à l'encontre de Clodius. Il fut encore censeur en 55 av. J.-C. et membre du collège des pontifes
C'était, d'après Cicéron, un orateur honorable. En 80 av. J.-C. il fut recruté pour collecter des preuves pour la défense de Sextus Roscius. En 62 av. J.-C. il sollicita Cicéron pour la défense de l'un de ses parents, P. Sulla (Pro Sulla). En 54 av. J.-C. il fut l'un des six orateurs retenus par Marcus Aemilius Scaurus lors de son procès.

## Sources
- Asconius, in Scaurian.
- Jules César, Guerre des Gaules, I, 2
- Cicéron, ad Atticum, I, 12, 13, 14; ad Familiares, VIII, 2, 4; Brutus, 70; pro Sextio Roscio, 51; pro Sulla, 6
- Dion Cassius, Histoire romaine, XXXVII, 46
- Pline l'Ancien, Histoire naturelle [détail des éditions] [lire en ligne], VII, 26; VIII, 54, XXXVIII, 2